# La concessione del telefono - C'era una volta Vigata
La concessione del telefono - C'era una volta Vigata è un film per la televisione italiano del 2020 diretto da Roan Johnson.
La pellicola è l'adattamento televisivo del romanzo del 1998 La concessione del telefono scritto da Andrea Camilleri e terzo capitolo della serie C'era una volta Vigata.

## Trama
Sicilia, anni 1890. Filippo Genuardi, piccolo commerciante di legnami, invia tre lettere al prefetto Vittorio Marascianno per richiedere l'installazione di una linea telefonica tra il suo magazzino e l'abitazione del suocero, ricco uomo d'affari.
Non ottenendo risposta, cerca degli appigli nel Palazzo rivolgendosi a Calogero Longhitano, pezzo da novanta della mafia vigatese, al quale rivela il luogo in cui si nasconde il suo ex amico Sasà La Ferlita, che si era eclissato per non pagare il debito di gioco al fratello di Don Lollò e per questo braccato dal mafioso.
Una serie di equivoci porteranno il Genuardi in una situazione molto pericolosa: da un lato il prefetto Marascianno, a causa di varie imprecisioni contenute nelle tre lettere ricevute e dell'atteggiamento prevenuto dei carabinieri, si convince che il Genuardi sia un agitatore socialista; dall'altro Sasà La Ferlita, grazie all'aiuto del fratello e di un altro amico, riesce più volte a scansare la cattura dei mafiosi, al punto che Don Lollò inizia a pensare che egli e Filippo Genuardi siano in combutta tra loro e con i carabinieri per incastrarlo ed arrestarlo.
Soltanto il delegato Spinoso della polizia, aiutato in parte dal questore e dal suo superiore, il commendatore Parrinello, cercherà di aiutare il Genuardi, "preso a mezzo fra lo Stato e la mafia", per usare le parole del suocero.
A queste vicende pubbliche si vanno ad aggiungere quelle private del Genuardi, non propriamente virtuose: l'uomo infatti ha una tresca amorosa con la moglie del suocero. Era infatti questo il motivo della richiesta dell'impianto telefonico: contattare l'amante non appena il marito fosse assente. Ma Sasà La Ferlita, per vendicarsi contro l'ex amico, scrive una lettera anonima al suocero del Genuardi in cui rivela la tresca e questi, pazzo di gelosia, uccide il genero suicidandosi poco dopo.
Di quest'ultimo avvenimento approfittano i carabinieri, che in precedenza erano stati puniti per la loro attività persecutoria nei confronti del Genuardi; i militari dell'Arma, ricostruendo a loro modo l'evento, anche con l'apposita esplosione di un ordigno, riescono a sostenere che il Genuardi era morto mentre costruiva una bomba per un qualche attentato, avvalorandone così la sua natura eversiva.
La storia termina con il trasferimento, per ironia della sorte nella stessa provincia, in Sardegna, del delegato Spinoso, del questore e del commendatore Parrinello.

## Promozione
Il primo trailer del film viene diffuso il 20 febbraio 2020.

## Distribuzione
Il film è stato trasmesso in prima serata su Rai 1 il 23 marzo 2020. Era prevista una uscita limitata al cinema cancellata per l'emergenza Coronavirus.

## Ascolti
| n° | Prima TV Italia | Telespettatori | Share | Fonte |
| -- | --------------- | -------------- | ----- | ----- |
| 1  | 23 marzo 2020   | 4 118 000      | 15%   | [ 4 ] |